# Гавриил (Рамлауи)
Епископ Гавриил (англ. Bishop Gibran, в миру Жибран Жакоб Рамлауи, фр. Gibran Jacob Ramlaoui; 14 сентября 1931, Триполи, Ливан — 16 января 1999, Панчбоул, Новый Южный Уэльс) — епископ Антиохийской православной церкви, епископ Ларисский, викария Патриарха Антиохийского и всего Востока, управляющий приходами Антохийской православной церкви в Австралии и Новой Зеландии.

## Биография
Родился 14 сентября 1931 года в Триполи. Был вторым из шести детей Якуба Гибрана и Фарфуры Саркисс.
После окончания Свято-Ильинского православного колледжа в 1948 году он поступил послушником в монашеское братство, действовавшего по благословению митрополита Триполийского Феодосия (Абурджели), у которого он служил личным секретарём в течение пяти лет. В 1954 году послушник Жибран окончил Колледж Трёх Святителей в Бейруте со специализаций по психологии и философии.
На Пятидесятницу 1954 года в Соборе святого Георгия был рукоположён в сан диакона митрополитом Бейрутским Илиёй (Салиба). Служил архидиаконом в Бейруте. На Пятидесятницу 1959 года в соборе святого Георгия был рукоположён в сан священника митрополитом Бейрутским Илиёй. Продолжил служение в Бейруте.
Проходя диаконское и священническое служение, изучал арабский и французский языки, литературу и этику в Колледже святого Илии. В 1962 году получил диплом по литературе в Университете святого Иосифа в Бейруте.
В том же году по просьбе митрополита Антония (Башира) переведён в клир Антиохийской Архиепископии Северной Америки и назначен настоятелем Церкви святого Николая в Монреале, Канада.
В 1963 году архимандрит Гавриил был переведён служить в Церковь Святой Марии в Джонстауне, штат Пенсильвания, где он продолжал свои богословские и научные исследования.
В 1964 году он получил степень бакалавра богословия от Семинарии Христа Спасителя, где, будучи аспирантом, также преподавал логику и этику.
Во время своего трёхлетнего пребывания в Джонстауне, архимандрит Гавриил преподавал французский язык в Джонстаунском филиала Питтсбурского университета, и продолжил обучение в аспирантуре Дюкейнский университет, а также занимал пост президента Совета православного духовенства Большого Джонстауна.
В октябре 1966 года, архимандрит Гавриил был назначен настоятелем Церкви святого Георгия в Кливленде, штат Огайо, где служил митрополита Филиппа (Салиба) до своего назначения митрополитом Антиохийской Архиепархии Северной Америки.
В 1967 году архимандрит Гавриил завершил свою работу на соискание степени доктора философии в Дюкейнском университете. В 1968—1969 годы преподавал философию в Университете Джона Кэрролла.
В апреле 1969 года он был избран президентом Большого кливлендского совета православного духовенства.
17 октября 1969 года решением Священного Синода Антиохийского Патриархата архимандрит Гавриил был избран епископом Австралийским и Новозеландским. Священный Синод поручил митрополиту Филиппу, совершить епископскую хиротонию новоизбранного архимандрита Гавриила в Соединённых Штатах. 22 октября архимандрит Гавриил получил телеграмму от Патриарха Антиохийского и всего Востока Феодосия VI, некогда принявшего его в монашескую общину. По просьбе самого Гавриила местом хиротонии был определён город Кливленд.
21 ноября 1969 года в Церкви святого Георгия в Кливленде был хиротонисан во епископа Ларисского, викария Патриарха Антиохийского и всего Востока.
Вскоре после его прибытия были созданы два прихода — Святого Николая в Панчболе и приход Святого Георгия в Трорнбери (последний возник из за напряжённости между разными волнами эмигрантов).
В 1980-е годы наметился некоторый рост числа приходов. В 1985 году был создан приход в Мэйз-Хилле, Новый Южный Уэльс. В 1989 году создан первый приходской комитет церкви в Брисбене, Квинсленд. В середине 1990-х начались первые случаи перехода англикан в Антиохийскую православную церковь, причиной чему явились либеральные реформы в Англиканской Церкви в Австралии, в частности решение рукополагать женщин. В итоге в было принято 4 прихода, монастырь и пять священников.
Осенью 1998 года Священный Синод Антиохийского Патриархата принимает решение возвести епископа Гавриила в сан архиепископа, но он был уже серьёзно болен, а вскоре умер, поэтому возведение так и не было совершено.
Был обнаружен мёртвым утром 16 января 1999 года иподиаконом Ханной и священником Илиёй, клириками Храма святого Николая в Панчбоуле. По словам иподиакона Ханны, он видел свежую кровь на полу, где он ударился головой, потеряв сознание, что указывает на то, что смерть наступила в то утро. По заключению врачей причиной смерти стала ишемическая болезнь сердца. Похоронен на архиерейском участке Греческого православного кладбища в Руквуде, сразу за часовней святого Афанасия.